# إيلي زهاف
إيلي زهاف (بالعبرية: עלי זהב) سابقًا بوعيزر هي مستوطنة مجتمعية إسرائيلية أقيمت عام 1983 على أراضي بلدتي كفر الديك ودير بلوط في محافظة سلفيت شمال الضفة الغربية. تقع ضمن اختصاص مجلس شمرون الإقليمي إداريًا. بلغ عدد سكانها في عام 2018 حوالي 2,739 مستوطن.

## التسمية
سميت البلدة على اسم أليزا بيغن، زوجة رئيس الوزراء الإسرائيلي السابق مناحم بيجن. حيث كان الاسم الأصلي للمستوطنة كان بوعيزر.[بحاجة لمصدر]

## التاريخ
أسست حركة حيروت وذراعها الاستيطاني بيتار مستوطنة إيلي زهف عام 1983 على أراضي بلدتي كفر الديك ودير بلوط غرب محافظة سلفيت، حيث استولت في البداية على 264 دونمًا ثم وضع مخطط هيكلي لها للاستيلاء على حوالي 890 دونمًا.
توسعت المستوطنة باتجاه الغرب للالتقاء بمستوطنة ليشم الجديدة التي بُنيت حديثًا.

## السكان
بلغ عدد العائلات التي تسكن المستوطنة حوالي 120 عائلة. بلغ عدد سكانها عند تأسيسها حوالي 54 مستوطنًا؛ وفي 1991 حوالي 162 مستوطنًا؛ وفي 1992 أصبحوا 234 مستوطنًا؛ وفي نهاية عام 1998 وصل عدد سكانها 352 مستوطنًا.

## الجانب القانوني
يعتبر المجتمع الدولي المستوطنات الإسرائيلية في الضفة الغربية غير قانونية بموجب القانون الدولي، لكن الحكومة الإسرائيلية تعارض ذلك.